# Barney McKenna

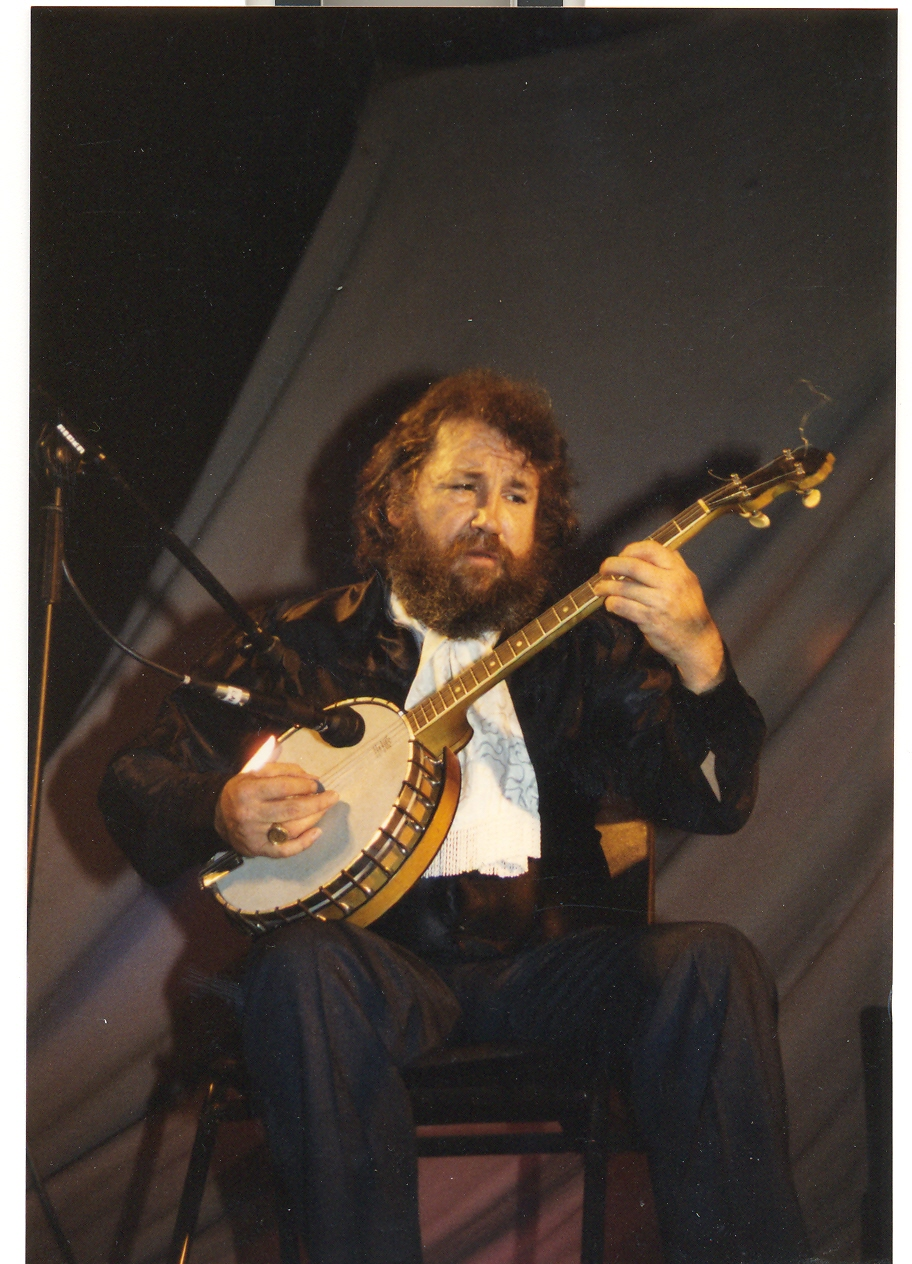
Barney McKenna

Bernard Noël "Banjo Barney" McKenna (Dublin, 16 december 1939 – Howth, 5 april 2012) was een Iers muzikant.
Hoewel geboren in Dublin, kwamen zijn ouders uit Ulster (Noord-Ierland). Barney sprak nog vloeiend de Ierse taal. Van kinds af aan had hij met muziek te maken gehad. Men zegt dat hij begon met het slopen van een mandoline van zijn oom Jim. Daarna moest de viool van zijn oom Barney het ontgelden. De mondharmonica van zijn vader was voor die tijd al vals geblazen. Hoe dan ook, Barney speelde al op 6-jarige leeftijd muziek . Nadat hij, 14 jaar oud, de schoolbanken vaarwel had gezegd, ging hij eerst werken als grondwerker. Later speelde hij in folkclubs en pubs. Barney was vanaf het begin in 1962 lid van The Dubliners en was tot zijn overlijden banjospeler van de groep en ook een gewaardeerd zanger.
Barney woonde aan zee en dat is niet verwonderlijk. Als muziek zijn eerste passie was dan mag zeevissen zijn tweede genoemd worden. Als we hem niet op het podium konden vinden, dan zochten we hem het best op de Ierse zee.
Barney overleed plotseling op 5 april 2012 in zijn woonplaats Howth.
- Gemeinsame Normdatei: 1355514819
- Library of Congress Control Number: n2018063691
- MusicBrainz: 08c1f379-fbc5-47f9-be65-1c12c9c6e610
- Virtual International Authority File: 5380154198323420230001
- WorldCat: E39PCjMHbfhWg6FT8Gj7T6K7h3